# Pycnodontia
Pycnodontia là một chi bướm đêm thuộc họ Geometridae.